# ロバート・レイトン
ロバート・レイトン（Robert Leighton）は、イギリス出身でアメリカ合衆国に在住の編集技師である。

## 来歴
トム・クルーズ、ジャック・ニコルソン、デミ・ムーア出演の長編映画『ア・フュー・グッドメン』によりアカデミー編集賞にノミネートされた。

## フィルモグラフィ

### 映画
| 年   | 作品名                                     | 備考                     |
| ---- | ------------------------------------------ | ------------------------ |
| 1992 | ア・フュー・グッドメン A Few Good Men      | 監督: ロブ・ライナー     |
| 2013 | グランド・イリュージョン Now You See Me    | 監督: ルイ・ルテリエ     |
| 2014 | シェフ 三ツ星フードトラック始めました Chef | 監督: ジョン・ファヴロー |